# Prix UNESCO-Madanjeet Singh
Le Prix UNESCO-Madanjeet Singh pour la promotion de la tolérance et de la non-violence est un prix décerné tous les deux ans par l'UNESCO. 
Il a été inauguré en 1996, après l'Année des Nations unies pour la tolérance de 1995 et en relation avec le 125e anniversaire de la naissance de Mohandas Karamchand Gandhi, financé par un don de Madanjeet Singh.

## Objectif
Le but de ce prix est d'honorer et de récompenser des réalisations extraordinaires dans la promotion de la tolérance, en tant que modèles remarquables pour les autres dans le domaine de la consolidation de la paix. L'analyse d'impact fait partie du processus de nomination et d'évaluation.

## Lauréats
| Année | Lauréat                                                                                         | Pays        |
| ----- | ----------------------------------------------------------------------------------------------- | ----------- |
| 2016  | Centre fédéral de recherche et de méthodologie pour la tolérance, la psychologie et l'éducation | Russie      |
| 2014  | Ibrahim Ag Idbaltanat                                                                           | Mali        |
| 2014  | Francisco Javier Estevez Valencia                                                               | Chili       |
| 2011  | Anarkali Kaur Honaryar                                                                          | Afghanistan |
| 2011  | Khaled Abu Awwad                                                                                | Palestine   |
| 2009  | François Houtart                                                                                | Belgique    |
| 2009  | Abdul Sattar Edhi                                                                               | Pakistan    |
| 2006  | Veerasingham Anandasangaree                                                                     | Sri Lanka   |
| 2004  | Taslima Nasreen                                                                                 | Bangladesh  |
| 2002  | Aung San Suu Kyi                                                                                | Birmanie    |
| 2000  | Pope Shenouda III                                                                               | Égypte      |
| 1998  | Narayan Desai                                                                                   | Inde        |
| 1998  | Joint Action Committee for People's Rights                                                      | Pakistan    |
| 1996  | Pro-femmes Twese Hamwe                                                                          | Rwanda      |